# Rocco Jamieson
Rocco Jamieson (4 de mayo de 2006) es un deportista neozelandés que compite en snowboard. Consiguió una medalla de bronce en los X Games de Invierno Aspen 2025, en la prueba de big air.

## Medallero internacional
| \| X Games de Invierno \| X Games de Invierno \| X Games de Invierno \| X Games de Invierno \| \| Año \| Lugar \| Medalla \| Prueba \| \| ------------------- \| ---------------------- \| ------------------- \| ------------------- \| \| 2025 \| Aspen (Estados Unidos) \| Medalla de bronce \| Big air \| |                        |                   |         |
| X Games de Invierno |                        |                   |         |
| Año | Lugar                  | Medalla           | Prueba  |
| 2025 | Aspen (Estados Unidos) | Medalla de bronce | Big air |